# Wizardry 8
Wizardry 8 — компьютерная ролевая игра, созданная компанией Sir-Tech в 2001 году. Она стала завершением цикла Wizardry, выпускаемого компанией с начала 1980-х годов.
Игру отличают довольно низкие для проектов этого периода системные требования и значительный запас реиграбельности, обеспечиваемый количеством игровых рас, классов персонажей, а также значительной открытостью игрового мира.

## Игровой процесс

Основной игровой экран. Партия находится в Монастыре — практически в начале игры. Развернуты все элементы меню.

Действие игры происходит на вымышленной планете Доминус. Игровой мир поделён на локации, среди которых можно выделить дороги, пустоши, лагери фракций и города. Сам Доминус располагается в непосредственной близости от входа в Звёздный круг — места обитания Звёздных владык. Звёздный круг также является одной из игровых локаций, где происходит финальное сражение с главным антагонистом Чернокнижником.
В начале игры игрок может набрать отряд от одного до шести персонажей различных рас и классов и распределить очки параметров. Во время путешествий по Доминусу к игроку могут временно присоединиться до двух NPC. Игровой процесс представляет собой путешествие по игровому миру, общение с NPC, сражение с врагами. Процесс общения в игре с NPC устроен при помощи системы ключевых слов, которые игрок передает NPC через командную строку. Во время боя игроки и противники ходят по очереди в зависимости от их инициативы. Существует два вида ходов — раунды и ходы. В начале каждого раунда игрок и противники выбирают типы действий (атаковать, использовать предмет, перевооружиться и т. д.)

### Сюжет
Древние божества создали вселенную с помощью Космической Кузницы, а затем исчезли, оставив после себя три артефакта — Астрал Домайн (Astral Dominae), Хаос Молари (Chaos Moliri) и Дестине Доминус (Destinae Dominus). Первый очутился в руках могущественного военачальника, известного как Чернокнижник (Dark Savant). Второй обнаружила раса мууков во время научных изысканий в отдаленном астероидном кольце. Третий же долгое время хранился в монастыре на планете Доминус, пока не был похищен неким Мартеном, бунтовщиком и преступником. Когда обнаружение Хаос Молари стало известным фактом, многие припомнили древнюю легенду о Восхождении — возведении смертных в статус богов — и устремились на Доминус, где, согласно пророчеству, и должно свершиться Восхождение. Всем участникам недостает одного элемента — Дестине Доминус, похищенного артефакта, затерянного на Доминусе.
Сюжет предлагает игроку три различных концовки, которые зависят от выбора игрока. Финальной целью игры является сбор трёх артефактов и размещение каждого из них на соответствующем пьедестале в игровой локации Пик восхождения, что позволяет начать процесс Восхождения, в результате которого команда игрока попадает в игровую локацию Звёздный круг и становится богами. Игровой сюжет подразумевает четыре основных пути для продолжения игры: сотрудничество с фракцией Тиренгов, сотрудничество с фракцией Ампани, сотрудничество с обеими фракциями или вражда с обеими фракциями. Помимо этого, игрок также может выбрать сотрудничество с фракциями Крысолюдов, Тринни, Рапаксов, мафией Крысолюда и мууками, однако ни один из этих вариантов не влияет на окончание игры.

## Разработка
Wizardry 8 была выпущена спустя 9 лет после выхода предыдущей игры серии — Wizardry VII: Crusaders of the Dark Savant. Игра стала последней для компании-разработчика Sir-Tech, которая прекратила своё существование в 2003 году.

Уходя в никуда, убеленная сединами Sir-Tech решила попрощаться с нами по-королевски, вложив бессмертную душу в километры виртуальных пейзажей Доминуса, сотни видов оружия, снадобий и брони, мегабайты безупречного звука, тысячи строк текста и двадцать три божественных мелодии Кевина Мантея (того самого, что дал миру саундтрек Majesty).

## Wizardry 8: Stones of Arnhem
После релиза Wizardry 7 вокруг игры начались судебные процессы[уточнить]. Руководивший её разработкой Дэвид Брэдли покинул компанию. Создание восьмой части доверили новой команде из Австралии. Однако к концу 1994 года разработка столкнулась с серьезными по мнению издателя проблемами[какими?]. Разработка игры была отменена. Различные материалы, связанные с ее разработкой в 2012 году всплыли на аукционе Ebay. В 2017 году один из разработчиков первой версии Wizardry 8, Кливлэнд Блейкмор, после более 20 лет разработки выпустил Grimoire: Heralds of the Winged Exemplar, вдохновлённую RPG конца 1980-х — начала 1990-х.

## Отзывы
| Сводный рейтинг       | Сводный рейтинг |
| Агрегатор             | Оценка          |
| --------------------- | --------------- |
| GameRankings          | 85,13 %         |
| Metacritic            | 85/100          |
| Иноязычные издания    |                 |
| Издание               | Оценка          |
| GameSpot              | 9,1/10          |
| IGN                   | 7,5/10          |
| Русскоязычные издания |                 |
| Издание               | Оценка          |
| «Игромания»           | 9,0             |

Игра победила в номинации «Лучшая RPG» (2001) журнала «Игромания».